# NGC 1465
NGC 1465 je galaksija u zviježđu Perzej.

## Vanjske poveznice
- SEDS: NGC 1465